# Verteidigungsbezirkskommando 51
Das Verteidigungsbezirkskommando 51 war ein Verteidigungsbezirkskommando der Bundeswehr mit Sitz des Stabs zuletzt in Stuttgart. Hauptaufgabe des Kommandos war die Territoriale Verteidigung in seinem Verteidigungsbezirk.

## Geschichte

### Aufstellung
Das Verteidigungsbezirkskommando wurde zur Einnahme der Heeresstruktur II in den 1960er-Jahren als Teil des Territorialheeres ausgeplant und dem Befehlshaber im Wehrbereich V unterstellt. Angelehnt an die zivilen Verwaltungsgliederung entsprach der Verteidigungsbezirk in etwa dem Regierungsbezirk Nordwürttemberg (später: Regierungsbezirk Stuttgart). Entsprechend war der Standort des Stabs Stuttgart. In der Heeresstruktur IV verlegte der Stab nach Ludwigsburg.

### Wechsel in die Streitkräftebasis
2001 wurde das Territorialheer aufgelöst. Die Wehrbereichskommandos und Verteidigungsbezirkskommandos wurden der neu aufgestellten Streitkräftebasis unterstellt. Die Wehrbereiche und Verteidigungsbezirke wurden grundlegend neu geordnet und ihre Anzahl reduziert. Das Verteidigungsbezirkskommando wechselte zum „neuen“ Wehrbereichskommando IV „Süddeutschland“. Zeitgleich wurde das Verteidigungsbezirkskommando 54 außer Dienst gestellt und dessen Kommandobereich, der etwa dem Regierungsbezirk Tübingen entsprach, dem Verteidigungsbezirk 51 eingegliedert. Der Verteidigungsbezirk 51 entsprach nun grob dem württembergischen Landesteil Baden-Württembergs. Der Stab des Verteidigungsbezirkskommandos 51 verlegte zurück nach Stuttgart. Die unterstellten Verteidigungskreiskommandos wurden aufgelöst und seine Aufgabe teils den neu aufgestellten Kreisverbindungskommandos übertragen.

### Auflösung
Das Verteidigungsbezirkskommando wurde 2007 außer Dienst gestellt. Einige seiner Aufträge wurden dem neu aufgestellten Landeskommando Baden-Württemberg und unterstellten Bezirksverbindungskommandos übertragen.

## Gliederung
Das Verteidigungsbezirkskommando umfasste wie die meisten Truppenteile des Territorialheeres nur wenige aktive Soldaten. Erst im Verteidigungsfall konnte das Verteidigungsbezirkskommando durch die Einberufung von Reservisten und die Mobilmachung eingelagerten und zivilen Materials auf eine Truppenstärke anwachsen, die etwa einer Brigade des Feldheeres entsprach. Die längste Zeit seines Bestehens untergliederte sich das Verteidigungsbezirkskommando abgeleitet von der zivilen Verwaltungsgliederung grob in unterstellte Verteidigungskreiskommandos mit unterstellten Heimatschutzkompanien sowie in ein direkt unterstelltes Heimatschutzregiment und ein direkt unterstelltes Sicherungsbataillon als Kern der infanteristisch geprägten Heimatschutztruppe.

## Verbandsabzeichen

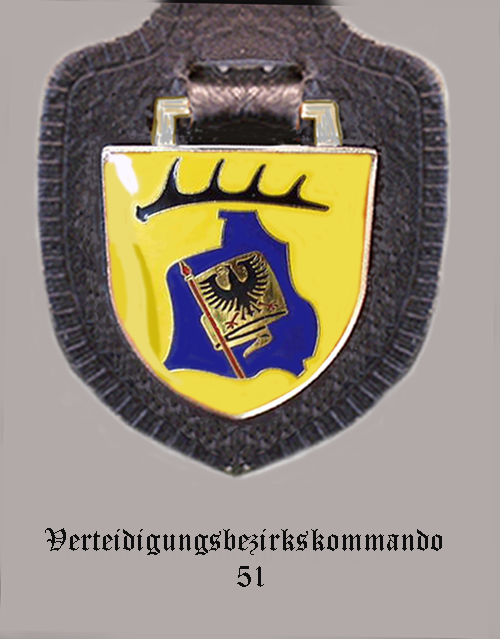
Internes Verbandsabzeichen des Stabes/Stabskompanie

Das Verteidigungsbezirkskommando führte aufgrund seiner Ausplanung als überwiegend nicht aktiver Truppenteil kein eigenes Verbandsabzeichen. Die wenigen aktiven Soldaten trugen daher das Verbandsabzeichen des übergeordneten Wehrbereichskommandos.
Als „Abzeichen“ wurde daher unpräzise manchmal das interne Verbandsabzeichen des Stabes und der Stabskompanie „pars pro toto“ für das gesamte Verteidigungsbezirkskommando genutzt. Ähnlich wie im Ludwigsburger Wappen und im internen Verbandsabzeichen des Stabes des Unterstützungskommandos 5 zeigte es an schrägem Fahnenstock die goldene Reichssturmfahne mit dem rot bewehrten und rot bezungten schwarzen Adler auf dem Umriss des Regierungsbezirk Stuttgarts und als weiterer Hinweis auf den Stationierungsraum die Hirschstange für Württemberg wie im großen Landeswappen Baden-Württembergs.